# Reiner Holzemer

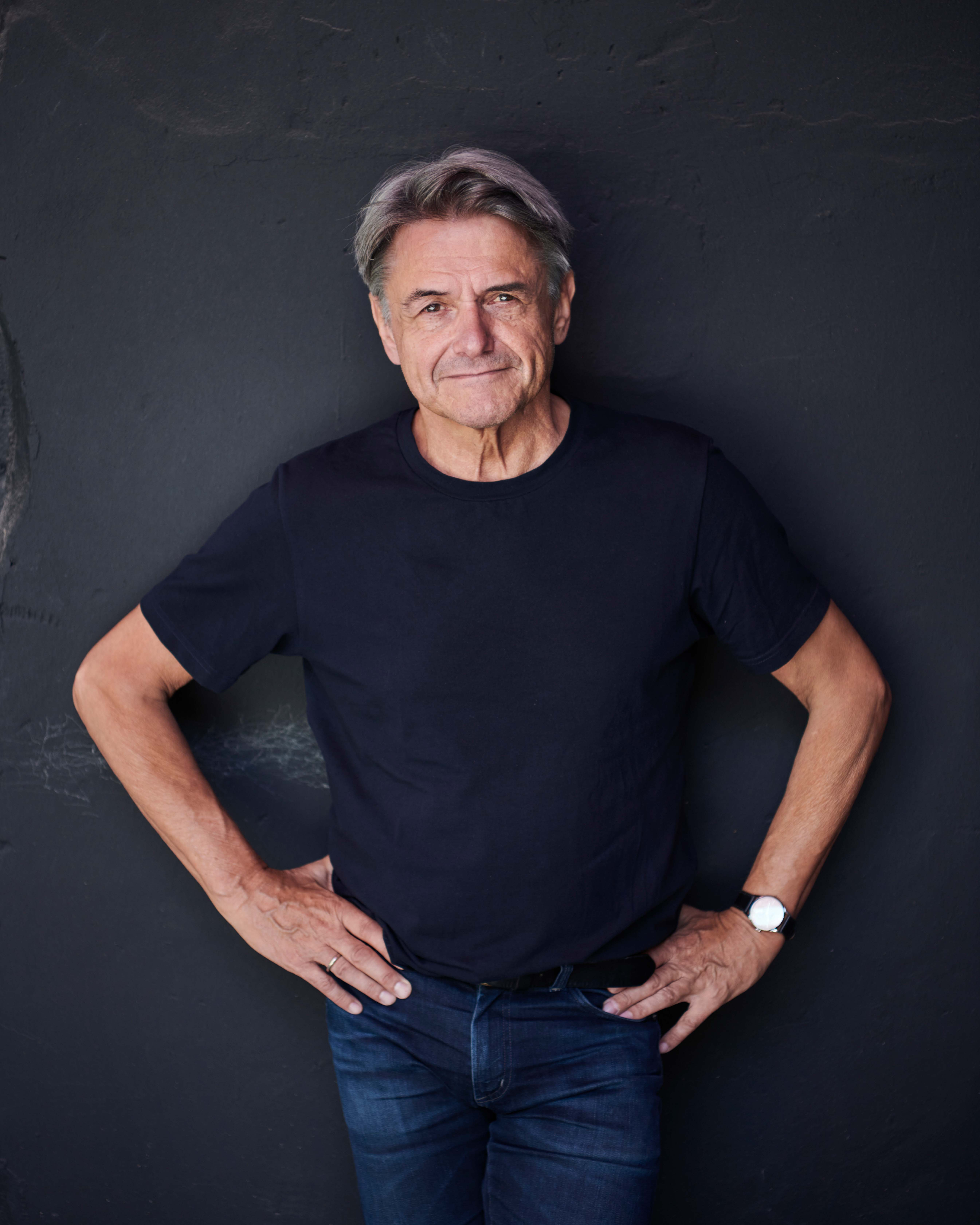
Reiner Holzemer (2022)

Reiner Holzemer (geb. 1958 in Gemünden) ist ein deutscher Regisseur, Produzent und Kameramann.

## Leben
Reiner Holzemer absolvierte ein Studium der Theaterwissenschaft, Soziologie und Pädagogik. Im Anschluss Gründung und Aufbau einer Gruppe unabhängiger Filmemacher. Autodidakt als Autor, Regisseur, Kameramann und Cutter von Dokumentarfilmen. 
1983 Gründung der Reiner Holzemer Filmproduktion. Bis heute entstanden mehr als 35 Dokumentarfilme, vorwiegend Künstlerporträts über William Eggleston, Juergen Teller, August Sander, Walker Evans, René Burri, Robert Lebeck, Thomas Höpker, Magnum Photos, Anton Corbijn, Dries Van Noten, Martin Margiela und Lars Eidinger.
Seit 2002 berufenes Mitglied der Deutschen Gesellschaft für Photographie e.v. (DGPh).
Seine Filme „Dries“ und „Martin Margiela“ wurden auf zahlreichen Filmfestivals auf der ganzen Welt gezeigt und in über 64 Länder verkauft. 2020 hat The Hollywood Reporter Holzemers Film über Martin Margiela zum besten Mode-Dokumentarfilm des Jahrzehnts gewählt.

## Filmografie (Auswahl)
- 1993: Ray D´Addario – die Nürnberger Prozesse
- 1994: Ostdeutsche Portraits – Stefan Moses
- 1995: New York Taxi Driver
- 1996: Luxor – Las Vegas
- 1996: Augenzeugen – die Fotografen Robert Lebeck, Stefan Moses, Thomas Höpker und Max Scheler
- 1997: Magnum Photos – ein Mythos verändert sich
- 1999: Herbert List – Fotograf der magischen Stille
- 2000: Walker Evans – Bilder von Amerika
- 2003: August Sander – Menschen des 20. Jahrhunderts
- 2004: René Burri – Fotograf
- 2008: William Eggleston – Fotograf
- 2011: August Sander – eine Reise nach Sardinien
- 2011: Juergen Teller – Fotograf
- 2011: Caroline Link – Mein Leben
- 2012: Alles kommt aus dem Schwarz und verliert sich im Weiß
- 2013: Der Autobahnkrieg – Teil 2 (Co-Regie, Co-Kamera mit Thomas Schadt)
- 2014: Anton Corbijn – Most Wanted
- 2016: Dries – ein Portrait des Modedesigners Dries Van Noten
- 2019: Martin Margiela – Mythos der Mode (Martin Margiela in his own Words)
- 2022: Lars Eidinger – Sein oder nicht sein